# Lista de personagens de Smallville

O elenco principal da quarta temporada — (da esquerda para a direita) Allison Mack, John Glover, Erica Durance, Jensen Ackles, Annette O'Toole, John Schneider, Michael Rosenbaum, Tom Welling e Kristin Kreuk — contém os atores e personagens que estiveram na série por mais longo tempo, com a exceção de Ackles que saiu depois de uma temporada.

Esta lista contém informações sobre vários personagens de Smallville, uma série de televisão norte-americana criada pelos roteiristas/produtores Alfred Gough e Miles Millar, que foi inicialmente transmitida pela The WB. Depois de sua quinta temporada, The WB e UPN se fundiram para formar a The CW, que foi a segunda emissora da série nos Estados Unidos.
A trama segue um jovem Clark Kent, na cidade fictícia de Smallville, Kansas, em sua jornada para se tornar o Superman. Além disso, a série narra o caminho de Lex Luthor para o lado sombrio e sua transformação de melhor amigo para maior inimigo de Clark. Smallville retrata a relação entre Clark e seu primeiro interesse amoroso, Lana Lang, assim como sua relação com Lois Lane.
Com cinco meses dedicados a escalação de elenco do piloto, Gough e Miller contrataram oito atores para assumir o papel de regulares da série na primeira temporada. Desde então, apenas dois personagens da primeira temporada permaneceram regulares até a oitava temporada, com sete novos atores assumindo papéis principais da segunda à oitava temporada. Quatro desses novos atores começaram como convidados recorrentes na primeira aparição deles em determinada temporada, mas receberam top-billing na temporada seguinte. Conforme a série avança, convidados recorrentes aparecem em vários momentos para ajudar a mover o enredo geral da série ou apenas fornecer um arco de história lateral para um dos personagens principais, como Brainiac ou Adam Knight. Outros convidados recorrentes aparecem como personagens de fundo, aparecendo em apenas algumas cenas, o que inclui personagens como a Xerife Nancy Adams ou o Dr. Virgil Swann. A série também apresenta aparições recorrentes de personagens do Universo DC, como Arthur Curry e John Jones.

## Personagens principais
De acordo com o cocriador da série Miles Millar, "ao contrário da maioria dos shows, que selecionam em janeiro e você tem quatro semanas [...] para fazer o seu elenco", Millar e o co-criador Alfred Gough teve cinco meses para lançar os seus personagens principais. Em outubro de 2000, os dois produtores começaram sua busca para os três papéis principais, e teve diretores de elenco em dez cidades diferentes. A seguir está uma lista de todos os personagens que são, ou em algum momento foram, um personagem principal na série. Esse tipo de personagem aparece durante os créditos de abertura. Durante sua primeira temporada, Smallville teve oito personagens principais. Seis personagens do elenco original deixou a série, com oito novos personagens introduzidos ao longo de nove temporadas.

### Clark Kent
Interpretado por Tom Welling, Clark Kent é um ser alienígena com habilidades sobre-humanas, que ele usa para ajudar os outros em perigo. Clark veio de um planeta chamado Krypton, onde tinha o nome de Kal-El. Foi adotado por um casal de fazendeiros, Martha e Jonathan Kent. Doze anos depois, ele tenta encontrar seu lugar na vida depois de descobrir que ele é um estrangeiro por seu pai adotivo. Durante a maior parte da série, Clark gasta seu tempo correndo de sua herança kryptoniana, indo tão longe como deixar Smallville (na dublagem brasileira, Pequenópolis), abandonando a busca seu pai biológico, Jor-El, de envia-lo em busca de três pedras kriptonianas do conhecimento, continuar seu treinamento na Fortaleza da Solidão e impedir que um criminoso Kryptoniano da Zona Fantasma seja liberto, quando ele se recusa a matar Lex Luthor.

### Chloe Sullivan
Allison Mack interpreta Chloe Sullivan, a melhor amiga de Clark e prima de Lois. Editora do jornal estudantil da escola A Tocha — sua curiosidade jornalística sempre quer "expor as mentiras" e "conhecer a verdade" causando tensão com seus amigos, principalmente quando ela está investigando sobre o passado de Clark.  Ela descobre o segredo de Clark no episódio "Pariah" da quarta temporada. Com o decorrer da série, ela acaba se tornando jornalista no Planeta Diário junto de sua prima Lois, depois foi diretora da Fundação Isis que visa ajudar infectados por meteoros, e acaba se tornando por fim membro da Liga da Justiça, onde auxilia Clark e outros heróis no combate ao crime.

### Lex Luthor
Michael Rosenbaum interpreta Lex Luthor, o filho do bilionário Lionel Luthor, que é enviado para Smallville (na dublagem brasileira, Pequenópolis) para administrar o Espaço Amar. Após Clark salvar a sua vida no episódio piloto, os dois se tornam amigos rapidamente. Ao longo das sete primeiras temporadas, começando do dia em que Clark salva Lex de um afogamento, ele tem tentado descobrir os segredos que Clark mantém guardado. As curiosidades de Lex acabou causando um rompimento entre ele e Clark no final da terceira temporada. Todas as investigações de Lex fizeram ele descobrir a verdade sobre a herança alienígena de Clark no final da sétima temporada.

### Lana Lang
Kristin Kreuk interpreta Lana Lang, uma amiga de Clark Kent e um interesse amoroso. Na primeira temporada, Lana e Clark são apenas amigos, já que ela está namorando Whitney Fordman durante este tempo. Depois que Whitney deixa ela e Smallville (na dublagem brasileira, Pequenópolis) para se juntar aos fuzileiros navais no final da primeira temporada, Lana e Clark tentam começar um relacionamento romântico na segunda temporada.  Na sétima temporada, Lana deixa Smallville, deixando um DVD explicando a Clark que, ainda que ela o ama, a única maneira para ele ajudar o mundo seria se ela deixasse ele e Smallville.

### Lois Lane
Erica Durance interpreta Lois Lane, a prima de Chloe, que aparece pela primeira vez na quarta temporada. Antes disso, ela é mencionada no episódio "Delete" da terceira temporada. Lois chega a Smallville (na dublagem brasileira, Pequenópolis) para investigar a suposta morte de Chloe, ficando na casa dos Kents, enquanto ela está na cidade. No episódio "Fanatic" da quinta temporada, Lois consegue um emprego como a gerente pessoal de Jonathan, quando ele concorre para o senador do estado do Kansas. Ela continua nesse dever, quando Martha se torna a atual senadora após a morte de seu marido, Jonathan. Ao passar do tempo, Lois decide que ela está interessada em jornalismo e consegue um emprego em um jornal chamado O Inquisitor. Eventualmente, Lois passa a trabalhar no Planeta Diário.

### Lionel Luthor
John Glover interpreta Lionel Luthor, o pai de Lex. Lionel envia seu filho para Smallville (na dublagem brasileira, Pequenópolis) para administrar uma fábrica de fertilizantes, como um teste. Quando Lex consegue fazer um lucro pela primeira vez em anos, Lionel fecha a fábrica e culpa Lex por má habilidades gerenciais. Como a série progride, Lionel se torna interessado nas cavernas Kawatche, que têm símbolos kryptonianos pintados  em suas paredes. Ele também é interessado nos segredos de Clark em que ele mantém guardado. Depois de ser possuído por Jor-El no episódio "Hidden" da quinta temporada, Lionel começa a ajudar Clark em manter seu segredo escondido de Lex. Na sétima temporada, Lionel é assassinado por Lex, que percebe que seu pai estava escondendo a verdade sobre um visitante de outro planeta. Na décima temporada, Lionel retornou, desta vez em um papel especial como uma versão dele em universo paralelo (Terra-2), mas é muito mais tóxico do que sua contraparte sósia após ter uma amizade degoladora com Clark Kent e Tess Mercer, no último episódio, o Lionel alternativo foi morto nas mãos de Darkseid para ressuscitar Lex Luthor, no entanto, ele é possuído pelo Darkseid para fortalecê-lo e matar Clark Kent, mas o Clark Kent consegue derrotar o Darkseid para destruir o corpo do Lionel Luthor alternativo.

### Oliver Queen
Justin Hartley interpreta Oliver Queen, um bilionário que deixou Star City para viver em Metrópolis. Enquanto está em Metrópolis, Oliver se disfarça todas as noites como um vigilante, chamado "Arqueiro Verde", cod-nome dado por Lois. Na série, Oliver é o fundador da Liga da Justiça. Oliver deixa Metrópolis no episódio "Justice" da sexta temporada, depois de destruir, juntamente com sua equipe e Clark, um dos projetos secretos de Lex conhecido como 33,1, onde Lex fazia experimentos com pessoas que foram infectadas por meteoro. Oliver retorna na oitava temporada para procurar Clark, que estava desaparecido quando a Fortaleza da Solidão foi destruída. Hartley foi um convidado recorrente na sexta e sétima temporada, mas se tornou parte do elenco principal a partir da oitava temporada.

### Martha Kent
Mãe adotiva amorosa e compreensiva que após a morte de seu marido acaba se tornando uma senadora exemplar. Foi interpretada por Annette O'Toole.

### Jonathan Kent

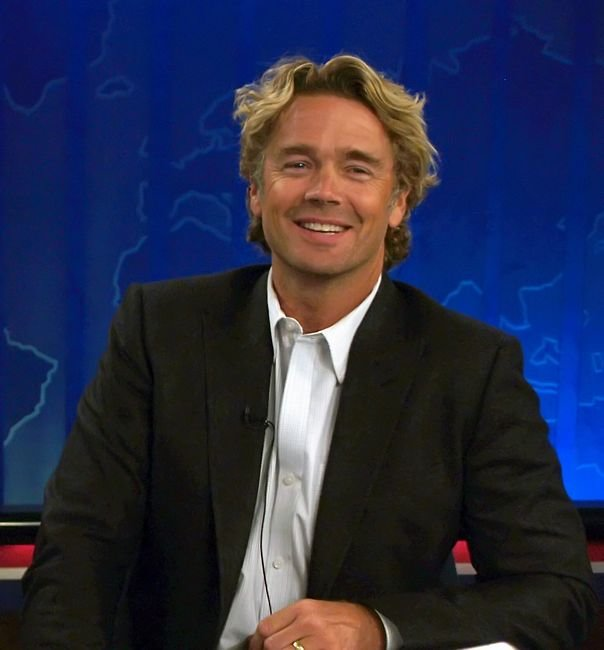
A experiência de John Schneider interpretando Bo Duke em The Dukes of Hazzard o levou a conseguir o papel de Jonathan Kent. Schneider desempenhou o papel por cinco temporadas, antes de seu personagem ser morto em uma cena que lembra a morte de Glenn Ford como Jonathan Kent no Superman de Richard Donner.

John Schneider interpreta Jonathan Kent, marido de Martha e pai adotivo de Clark. Ele faz todo o possível para proteger o segredo de seu filho, que inclui: quase matar o repórter Roger Nixon, na estreia da segunda temporada, que ia expor o segredo de Clark ao mundo, e fazer um acordo para permitir que o pai biológico de Clark, Jor-El, concedesse poderes kryptonianos a Jonathan para trazer Clark de volta - Clark tinha fugido depois de achar que seus pais o culparam pelo aborto espontâneo de Martha. Como resultado, o episódio "Hereafter" da terceira temporada, explica que o coração de Jonathan estava tenso enquanto ele estava persuadido com todos os poderes de Clark. Na quinta temporada, Jonathan decide concorrer a uma vaga de Senador do Estado do Kansas, tendo como adversário Lex Luthor. No episódio "Reckoning" da quinta temporada, Jonathan ganha o assento senatorial, mas depois de uma briga com Lionel Luthor, a quem ele acreditava estar tentando explorar as habilidades de Clark, Jonathan sofre um ataque cardíaco fatal.
Millar e Gough adorou a ideia de lançar John Schneider como Jonathan Kent, reconhecendo que eles deram ao show um rosto reconhecível por seus dias como Bo Duke em The Dukes of Hazzard. Gough notou que a experiência de Schneider ao interpretar Bo Duke acrescentou a crença de que ele poderia ter crescido executando uma fazenda. Schneider estava desinteressado no começo, mas após ler o roteiro do piloto, ele viu o potencial de trazer de volta "a paternidade verdadeira" para a televisão. Particularmente, Schneider viu seu personagem como um meio de substituir as figuras paternas "boba" que se tornaram predominantes na televisão. Ele também viu seu personagem como um meio para manter a série baseada na realidade,  ou seja, garantir que a vida de Jonathan é claramente visível ao público através da realização de uma rotina diária na fazenda.
De acordo com Schneider, Jonathan é "perfeitamente disposto a ir para a cadeia, ou pior, para proteger seu filho". O ator caracteriza Jonathan tão rápido a perder sua calma, que vê Schneider como sendo um desenvolvimento de sua natureza protetora sobre sua família. Schneider acredita que o episódio "Suspect" da segunda temporada — onde Jonathan é preso, mas sua única preocupação é a proteção do segredo de Clark — resume bem o caráter, e mostra que a "pessoa menos importante na vida de Jonathan é Jonathan". Schneider admite que, ocasionalmente, ele e Annette O'Toole tinham que "fiscalizar" a equipe criativa quando se trata da relação entre Martha, Jonathan e Clark. Segundo Schneider, há momentos em que você tinha que se certificar de que os personagens não são levados a um lugar que não iriam normalmente, especificamente onde os pais são inúteis sem a "inteligência inata do [seu] adolescente".
Tom Welling acredita que o acordo que Jonathan fez com Jor-El no início da terceira temporada, fez Jonathan perceber que ele não vai estar sempre por perto para proteger Clark. Welling acredita que é as repercussões desse acordo que permitirá Jonathan dar mais liberdade a Clark nas escolhas que ele faz durante a terceira temporada. Jonathan percebe que ele deve ajudar Clark a encontrar a confiança em sua capacidade de sobreviver por conta própria, para que possa sair de casa um dia. Uma cena que Schneider lembra especificamente foi no final do episódio "Forsaken" da terceira temporada. Aqui, Jonathan admite que não confia mais em seus próprios instintos e permite Clark a contar com o dele. Esta "admissão de falibilidade", mas a fé na capacidade de seu filho para fazer as escolhas certas, é o que Schneider vê como o crescimento dinâmico da família.
Durante a terceira temporada, Jonathan também tem que lidar com seus emergentes problemas cardíacos. Para Schneider, os "tratamentos" e "curas" que seu personagem foi submetido eram tudo para nada; o ator acredita que o ataque cardíaco de Jonathan no final do episódio "Hereafter" foi mais Jor-El tentando chamar a atenção de Jonathan do que um ataque cardíaco real. Uma condição cardíaca não era nova para o personagem, já que ela tem sido usada em encarnações anteriores, como a interpretação de Glenn Ford como Jonathan Kent em Superman, de Richard Donner, e também nas histórias em quadrinhos.
Em paralelo com estas versões, foi Smallville que amarrou sua condição cardíaca a um acordo que ele fez com Jor-El. Quando chegou o momento para o seu personagem morrer, Schneider considera o evento uma "morte capacitada", comparando com a morte do personagem de John Wayne como Wil Andersen em Os Cowboys.

### Pete Ross
Um dos amigos de Clark, Pete é apaixonado secretamente por Chloe. Acaba abandonando Clark por não saber lidar com seu segredo. Foi interpretado por Sam Jones III.

### Tess Mercer
Cassidy Freeman interpreta Tess Mercer, a presidente executiva da LuthorCorp, que foi escolhida por Lex para administrar a empresa se algo acontecesse a ele. O objetivo principal de Tess Mercer na oitava temporada é encontrar Lex, que atrai sua curiosidade para Clark, a quem ela acredita que será capaz de ajudá-la a encontra-lo. O primeiro contato de Tess com Clark é quando ele a salva de um acidente de ônibus no episódio "Plastique", ela imediatamente suspeita que Clark não está dizendo a ela tudo o que ele sabe sobre o desaparecimento de Lex. Esso mesmo episódio também revela que Tess está reunindo um grupo de indivíduos infectados pelo meteoro, e em "Plastique", ela recruta Bette, uma jovem com o poder de criar explosões. No episódio "Prey", Tess recruta um jovem que pode se transformar em uma sombra. Em "Toxic", é revelado que Tess teve um breve relacionamento amoroso com Oliver Queen depois que ela salvou sua vida quando ele estava preso em uma ilha.
Nos episódios "Instinct" e "Bloodline", Tess se informa sobre Krypton e o nome "Kal-El", embora ela não atribui qualquer informação diretamente para Clark. Em "Bulletproof", é revelado que Tess sabe onde Lex está. Aqui, Lana informa a Tess que Lex implantou cirurgicamente um nano-transmissor no nervo óptico de Tess para que ele pudesse ficar de olho em tudo o que ela está fazendo. Visivelmente chateada por isso, Tess coloca um dispositivo de bloqueio em seu colar, mas não antes de dizer a Lex que ela vai cortá-lo do mundo externo e vender tudo o que ele possui. No episódio "Requiem", é revelado que Tess vendeu a participação majoritária da LuthorCorp para as Industrias Queen. Em "Turbulence", Tess tenta fazer com que Clark revele seus poderes depois de ler uma dos livros de Lionel Luthor, que identificaram Clark como "O Viajante", mas seu esforço fracassou. No episódio "Eternal", é mostrado que Tess tem a Orb kryptoniana que destruíu a Fortaleza da Solidão, e em "Injustice" emitiu uma voz desencarnada do Orb. No final da oitava temporada, a Orb se ativa e transporta Zod para Smallville (na dublagem brasileira, Pequenópolis).
Depois de ter seu rosto queimado no final da nona atemporada, Tess acorda na estreia da décima temporada, com o rosto cicatrizado, em um laboratório secreto cercado por clones de Lex. No episódio "Abandoned", é revelado que Tess nasceu pelo nome de Lutessa Lena Luthor e é a filha ilegítima de Lionel Luthor, que ele teve com a babá de Lex, Pamela Jenkins. Ela foi trazida, por Lionel, para o orfanato da Vovó Bondade quando ela tinha 5 anos de idade. No final da série, Tess é morta por um dos clones de Lex Luthor, depois que ela aplica uma neurotoxina que remove todas as memórias do clone em um esforço para proteger a identidade secreta de Clark.
O nome "Tess Mercer" é uma homenagem a duas personagens do universo Superman, Eve Teschmacher e Mercy Graves.  Freeman descreve sua personagem como: Tess Mercer é a sucessora escolhida a dedo de Lex, ela é "feroz", "divertida" e "inteligente".

### Jimmy Olsen
Fotógrafo do Planeta Diário, acaba se envolvendo com Chloe e se casando com ela, até ser assassinado por Davis Bloome. Foi interpretado por Aaron Ashmore.

### Whitney Fordman
Eric Johnson interpreta Whitney Fordman, o namorado de Lana, na primeira temporada. Embora inicialmente amigável para Clark, ele logo fica com ciúmes de Clark por causa de sua amizade com Lana, e acaba amarrando Clark em um milharal como um "espantalho" no episódio piloto da série. Whitney é forçado a seguir o negócio da família quando seu pai é acometido por uma doença cardíaca no episódio "Shimmer". Ele acaba perdendo sua bolsa de estudo de futebol, e no episódio "Kinetic", ele começa a ignorar Lana, e começa a andar com ex-estrelas do futebol, que recrutam ele para seus empreendimentos ilegais. Ele finalmente faz as pazes com Clark e Lana antes de começar sua carreira como um fuzileiro naval no final da primeira temporada. Whitney fez uma aparição no episódio "Visage" da segunda temporada, onde é revelado que ele foi morto durante um combate no exterior. Ele reapareçe no episódio "Facade" da quarta temporada, em uma cena de flashback durante o primeiro ano do colegial.
Eric Johnson fez o teste para o papel de Lex e Clark, antes de finalmente ser escolhido como Whitney Fordman. Quando os produtores o chamou para uma terceira audição, Johnson informou-lhes que se quisessem, então eles lhe traria um teste de tela. Após o teste de tela, Johnson foi contratado e passou apenas um dia filmando suas cenas para o piloto. Os produtores, juntamente com Johnson, queriam retratar Whitney como mais do que apenas um "atleta estereotipado" que ele poderia facilmente ter se tornado, em um esforço para garantir que Lana não parecesse estúpida por sair com ele. Foi dado vários enredos ao personagem na primeira temporada, em um esforço para atrair o público a ver Whitney de uma maneira mais agradável, mas Kristin Kreuk sentiu que tudo foi em vão, já que o público só vê-lo através dos olhos de Clark.
Johnson percebeu após ler o roteiro do episódio piloto que seu personagem não estaria em toda a série. Isto tornou-se ainda mais claro quando as histórias de seu personagem começou a desenvolver-se rapidamente. Durante as filmagens do episódio "Obscura" Johnson foi informado de que seu personagem não voltaria como regular na segunda temporada. Inicialmente temendo que ele tinha cometido um erro e que eles iam matar seu personagem, Johnson entendeu que Whitney foi se alistar na Marinha. O ator mostrou-se satisfeito com a forma de como os roteiristas preparou a partida de Whitney, dando ao personagem a saída de um herói.

### Jason Teague
Jensen Ackles aparece na quarta temporada como Jason Teague, um interesse amoroso para Lana. O casal se conhece em Paris, enquanto Lana estava frequentando a escola de arte. Quando ela vai embora de forma inesperada no episódio "Gone", Jason segue Lana de volta a Smallville (na dublagem brasileira, Pequenópolis) e arruma um emprego na escola como o assistente do treinador de futebol. No episódio "Transference", Jason é demitido da escola quando seu relacionamento com Lana é descoberto por Lex, que informa a diretoria da escola. Até o final da quarta temporada, é revelado que Jason vinha trabalhando com sua mãe Genevieve (Jane Seymour) para localizar as três pedras do conhecimento, três pedras kryptonianas que reunidas formam um único cristal que cria a Fortaleza da Solidão de Clark Kent. Os Teagues sequestram Lex e Lionel em um esforço para descobrir a localização de uma das pedras no episódio "Forever", com Lionel alegando que Lana tem uma das pedras. No final da quarta temporada, Genevieve confronta Lana, e as duas entrar em uma luta com Genevieve morrendo pela mãos de Lana. Jason, que acredita que o segredo das pedras fica com Clark, vai para a fazenda Kent, onde ele mantém Jonathan e Martha como refém. Ele é morto durante a segunda chuva de meteoros, quando um meteoro atinge a casa dos Kents diretamente acima de onde ele estava.
A criação do personagem Jason Teague foi algo transmitido pelos fãs, que queriam que Lana tivesse um novo namorado - um que fosse "diferente de Clark". Gough e Millar estavam apreensivos porque já estavam introduzindo Lois Lane na série, e a introdução de dois novos personagens seria difícil. A dupla reconheceu que a relação entre Clark e Lana havia terminado no final da terceira temporada, e eles perceberam que Clark tinha virado as costas para Lana. Gough e Millar começou a gostar da ideia de trazer um novo personagem, que criaria um novo triângulo amoroso, eventualmente no final ele teria um papel maior na história se envolvendo com as pedras do conhecimento.
Segundo o roteirista Brian Peterson, enquanto Clark traz "angústia" e "profundidade" de seu relacionamento com Lana, Jason é projetado para trazer a "alegria", "leviandade" e "diversão". Sobre o tema da relação de Jason com Lana, Ackles acredita que o personagem amava Lana, porque ele viu uma inocência nela que não tinha sido capaz de experimentar e crescer na sociedade de classe alta; Jason cresceu acima de ter que questionar as ações de sua mãe, e com Lana teve a oportunidade de experimentar uma relação honesta. Ackles foi a primeira escolha de Millar para interpretar Jason Teague, como o ator havia sido a segunda escolha para o papel de Clark Kent quando eles estavam desenvolvendo o piloto. Ackles foi contratado para a quinta temporada, mas foi escrito fora da série no final da quarta temporada, que, de acordo com Ackles, foi devido a seus compromissos com a série Supernatural. No entanto, Gough afirmou que Supernatural não alterou qualquer um de seus planos, e que Jason Teague já estava destinado a ser um personagem de uma única temporada.

### Zod
Callum Blue interpreta Zod na nona temporada. Zod é mencionado pela primeira vez no episódio "Arrival" da quinta temporada, quando dois de seus discípulos chegam à Terra para tentar transformar o planeta em uma Nova Krypton. No episódio "Solitude", Brainiac tenta libertar Zod de sua prisão na Zona Fantasma, onde é revelado que o pai biológico de Clark, Jor-El, aprisionou o espírito de Zod depois de destruir o seu corpo físico. No final da quinta temporada, Zod é transferido com sucesso para o corpo de Lex Luthor e, em seguida aprisiona Clark na Zona Fantasma. Clark finalmente tira o espírito Zod para fora do corpo de Lex usando um cristal kryptoniano de seu pai no início da sexta temporada. No final da oitava temporada, o objeto kryptoniano conhecido como Orb, que foi usado no final da sétima temporada para destruir a Fortaleza da Solidão e remover os poderes de Clark, aparece na Mansão Luthor e liberta Zod em sua forma física. No início da nona temporada, é revelado que quando Zod foi liberado da Orb, ele também foi acompanhadado por centenas de outros kryptonianos, muitos dos quais foram espalhados por todo o planeta. Além disso, nenhum deles possuiam os poderes que normalmente os kryptonianos acompanham sob o sol amarelo. No episódio "Kandor" da nona temporada, é revelado que os Kandorianos são na verdade clones que foram criados por Jor-El por ordens do conselho de Krypton, que também pediu para corromper o DNA para os impedir de terem poderes e, posteriormente, escravizar a Terra. Por fim, Zod adquire suas habilidades quando Clark salva a sua vida, após ser baleado, com seu próprio sangue no episódio "Conspiracy". Zod posteriormente dá poderes ao resto dos Kandorianos, usando seu sangue para renovar as suas forças vitais, e então dando início a uma guerra na Terra no final da nona temporada. Clark usa o Livro de Rao para enviar todos os kryptonianos na Terra, incluindo Zod, para outro planeta da existência onde eles possam viver em paz.
Em uma entrevista, os produtores executivos Brian Peterson e Kelly Souders explicou que esta versão do Zod é diferente daquele que apareceu nas temporadas anteriores. Os executivos classificaram esta encarnação como "Major Zod", em oposição ao seu típico identificador de "General Zod", e explicou que em toda a nona temporada "o lado venenoso de Zod sobe porque ele experimenta algumas traições chave com nossos amados personagens".

### Kara Kent
Prima kryptoniana de Clark, Kara ajuda Jor-El e Clark em diversos episódios. Acaba indo para o futuro escrever sua história. Foi interpretada por Laura Vandervoort.

### Davis Bloome
Sam Witwer interpreta Davis Bloome, um paramédico do Hospital Geral de Metrópolis. Ele aparece pela primeira vez no episódio "Plastique" da oitava temporada, ajudando juntamente com Chloe uma pessoa ferida após a explosão de uma bomba. No episódio "Toxic", Chloe pede sua ajuda quando Oliver é envenenado e se recusa a ir para um hospital. No episódio "Prey", Clark começa a suspeitar que Davis é um serial killer depois que ele encontra Davis inconsciente em uma das cenas de um assassinato, e descobre mais tarde que  Davis é normalmente o primeiro paramédico a chegar em cenas semelhantes. Davis também começa a suspeitar de si mesmo quando ele começa a perder o controle de grandes porções de tempo, e encontra-se coberto de sangue, mas sem ferimentos em seu próprio corpo. Davis é informado por Faora, a esposa do General Zod, que após o casal ter descoberto  que não podiam ter filhos, criaram ele geneticamente para se adaptar a qualquer lesão e deve ser o último destruidor da Terra. No episódio "Abyss", Davis confessa a Chloe que ele está apaixonado por ela, e acredita que ela vai se casar com o homem errado; como resultado, ela pede a ele para não vê-la novamente. No dia do casamento de Chloe, no episódio "Bride", Davis se transforma no enorme monstro chamado Doomsday (Apocalypse, no Brasil), e viaja para Smallville (na dublagem brasileira, Pequenópolis), onde ele fere Jimmy e sequestra Chloe. No episódio "Infamous", Davis descobre que ele só pode manter a besta dentro de seu corpo se ele matar, e posteriormente, começa a escolher criminosos como suas vítimas. Em seguida, ele descobre que a presença de Chloe também irá manter o monstro dentro de seu corpo no episódio "Turbulence", e no episódio "Beast" Davis e Chloe saem da cidade juntos para que a besta não se liberte do corpo de Davis. No final da oitava temporada, Chloe usa kryptonita preta para separar Davis de Doomsday, deixando-o humano, quando Davis descobre que Chloe não o ama, ele esfaqueia Jimmy com um cano. Antes que Davis possa atacar Chloe, Jimmy empurra ele em uma haste de metal, o que resulta na morte de Davis, antes de Jimmy ser morto.
O personagem é a interpretação de Smallville do personagem Doomsday (Apocalypse, no Brasil) das histórias em quadrinhos, o único vilão que teve sucesso em matar o Superman. Em Smallville, Doomsday é representado como um paramédico, que cresceu passando de um lar adotivo. Seu enredo é considerado "muito sombrio", onde o personagem descobre terríveis verdades sobre si mesmo enquanto a oitava temporada progride. Brian Peterson explicou que ele e o resto dos produtores executivos, estavam procurando um novo vilão para substituir Lex Luthor, devido a saída de Michael Rosenbaum, no final da sétima temporada, e Doomsday era um personagem que se encaixava no que eles estavam procurando. Embora Witwer interpreta Davis Bloome, que se torna a criatura conhecida como Doomsday, ele na verdade não vestiu o tipo de fantasia que foi criado para mostrar Davis transformado em seu homólogo monstruoso. Em vez disso, o dublê Dario Delacio desempenhou o papel de "Doomsday" quando a criatura aparece durante a temporada.

## Personagens recorrentes

### Xerife Nancy Adams
Camille Mitchell aparece como Xerife Nancy Adams em vinte e dois episódios de Smallville, abrangendo o curso de quatro temporadas. Xerife Adams faz sua primeira aparição no episódio "Precipício" da segunda temporada, quando ela prende Clark por entrar em uma briga com outro patrono da loja de café Talon. No episódio "Lockdown" da quinta temporada, Adams é morta por dois policiais desonestos que procuravam a nave alienígena que caiu durante a segunda chuva de meteoros. Mitchell faz uma aparição como Nancy Adams no episódio "Apocalypse" da sétima temporada. Neste episódio, Clark é levado para uma realidade alternativa onde Adams, uma agente do Departamento de Segurança Doméstica, está fornecendo Lois com informações privilegiadas sobre as operações do Presidente Lex Luthor.
Camille Mitchell havia feito teste para o papel da mãe de Byron no episódio "Nocturne" da segunda temporada; Greg Beeman tinha lembrado da audição e a atriz chegou a ler o papel de Xerife Adams. Mitchell fez algumas pesquisas para o papel, conversando com agentes policiais femininas para ganhar uma compreensão de como elas avaliam as situações. Mitchell vê sua personagem como uma "xerife útil" que carrega com ela um "senso comum do agricultor". A atriz acredita que uma personagem como Nancy Adams atribui ao realismo que a série tenta retratar no seu ambiente de história em quadrinhos. Gough descreve a Xerife Adams como "uma mistura entre Holly Hunter e o xerife no filme Fargo".

### Xerife Ethan Miller
Xerife Ethan é interpretado por Mitchell Kosterman em dezessete episódios abrangendo as primeira e segunda temporadas. A primeira cena de Kosterman como Ethan veio no episódio "Jitters", que foi originalmente planejado para ser o terceiro episódio da primeira temporada, mas foi adiado para oitavo. O episódio "Rogue" introduziu a ideia que Sheriff Ethan tinha uma história com Jonathan, e foi nesse momento que Kosterman percebeu que ele era mais do que apenas uma imagem de fundo na série. Essa história foi usada contra Jonathan no episódio "Suspect" da segunda temporada, quando Ethan o enquadrou pela tentativa de assassinato de Lionel Luthor. O subterfúgio de Ethan foi descoberto por Clark e Pete, que estabeleceram o seu próprio esquema para a ação Ethan vir à tona, resultando na rendição e detenção de Ethan.
Kosterman, que já havia interpretado outros policiais antes, inicialmente recusou o papel de Ethan. Após seu agente informar que seria um papel recorrente, e os produtores estavam dispostos a pagar mais do que ele recebeu em qualquer show anterior, Kosterman decidiu aceitar o trabalho. Para os produtores executivos Mark Verheiden e Greg Beeman, tornando Ethan o vilão no episódio "Suspect" foi o último "enigma" para o público. Xerife Ethan ia originalmente tomar uma refém enfermeira, mas o final foi reescrito para deixar Ethan como mais que um simpático personagem. Mitchell prefere a filmagem final, já que ele não podia ver nenhuma razão para que seu personagem se tornasse mal de repente. O ator acredita que seu personagem caiu no tema estabelecido de "boas pessoas sendo empurradas para fazer a coisa errada por pessoas más, como Lionel Luthor".

### Grant Gabriel
Michael Cassidy aparece em sete episódios da sétima temporada como o mais novo editor do Planeta Diário, Grant Gabriel, e o interesse amoroso para Lois nesta temporada. Logo após a contratação de Lois, o que ele fez, em razão, para inspirar melhores histórias que Chloe, Grant começa um relacionamento amoroso com Lois no episódio "Wrath". O segredo do casal é descoberto por Chloe e Lex no episódio "Blue", e ambos insistem que Lois e Grant terminem para evitar perguntas sobre como Lois realmente tem seu trabalho. Os dois ficam juntos, trabalhando duro para manter seu relacionamento em segredo. Depois que Lex compra o Planeta Diário no episódio "Gemini", é revelado que Grant é na verdade um clone do irmão de Lex, Julian, que morreu ainda bebê. Quando Grant descobre esta informação, ele tenta se juntar com Lionel no episódio "Persona", para impedir Lex de controlar sua vida. Quando Lex não poderia mais controlar Grant, ele o assassinou, encenando-a como um assalto falhado.

### Adam Knight
Adam Knight aparece em seis episódios da terceira temporada; Ele é interpretado por Ian Somerhalder. Adam é visto pela primeira vez como um paciente e companheiro de Lana no centro médico de Smallville (na dublagem brasileira, Pequenópolis), no episódio "Asylum"; ele ajuda Lana a se recuperar através de sua fisioterapia depois que ela foi pisoteada por um cavalo. Os dois desenvolvem uma amizade, que começa a se tornar mais íntima no episódio "Delete" quando Lana convida Adam para alugar o apartamento acima do Talon. No episódio "Hereafter", as ações de Adam — especificamente sua injeção de uma droga não-identificada — começam a levantar suspeitas em Lana e seus amigos. É revelado que Adam morreu de uma doença hepática rara, e a injeção de uma droga que lhe foi dada pela LuthorCorp o ressuscitou, e é a única coisa que o mantém vivo. Lana descobre que Adam tem um diário e notas que comprovam que ele estava espionando ela e Clark. Ela tentou expulsá-lo, mas Adam se recusou a sair. Lana então pede ajuda a Lex para se livrar de Adam, mas ele desaparece antes que Lex possa encontrá-lo. No episódio "Obsessão", Lex rastreia o paradeiro de Adam em um laboratório da LuthorCorp dirigido pela Dr. Tang, onde a Dr. Tang vinha mantendo Adam vivo contra as ordens de Lionel Luthor, que cortou seu suprimento já que ele não conseguiu descobrir qualquer nova informação sobre Clark. Adam finalmente sai de seu confinamento no episódio "Crisis", matando Dr. Tang e o resto da equipe do laboratório. Ele seqüestra Lana e tenta matá-la, mas Clark chega a tempo de impedi-lo. Sem o seu soro, o corpo de Adam se deteriora rapidamente, até que ele finalmente morre.
Quando o personagem apareceu pela primeira vez na série, houve especulações na internet que ele era realmente a versão de Smallville do personagem Bruce Wayne, com base na combinação do nome de um dos atores que interpretou Bruce Wayne / Batman, Adam West, e um dos apelidos do personagem, "The Dark Knight". No entanto, a tripulação afirmou que nunca tiveram a intenção de revelar que Adam Knight foi criado para ser uma versão jovem de Bruce Wayne. A verdadeira intenção era de que Adam fosse um novo namorado de Lana — uma relação legítima — mas a química entre Ian Somerhalder e Kristin Kreuk não estava funcionando. Então, a equipe de criação decidiu trazer um enredo diferente para o personagem, descartando o caminho romântico e tornando ele um personagem "misterioso". De acordo com Gough, o enredo do personagem degenerou em uma história de ficção científica, e quando isso ocorreu, eles decidiram que tinham que envolvê-lo rapidamente.

### Virgil Swann

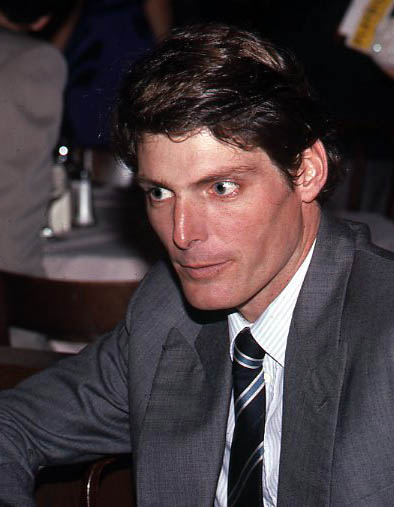
O ator Christopher Reeve (foto de 1985).

Christopher Reeve aparece duas vezes como Virgil Swann, um cientista que foi capaz de traduzir o idioma kryptoniano. Swann se encontra com Clark pela primeira vez no episódio "Rosetta" da segunda temporada, onde ele explica que sua equipe de cientistas interceptou uma mensagem do espaço e foram capazes de traduzi-lo com base numa chave matemática que acompanhou a transmissão. Swann informa a Clark que seu nome de nascimento é Kal-El, e que ele vem de um planeta chamado Krypton, destruído logo após ele ter sido enviado para a Terra. Quando Lionel começa a estudar o idioma estrangeiro nas paredes da caverna Kawatche, e a presença constante de Clark nas cavernas, ele procura respostas com Swann no episódio "Legacy" da terceira temporada. Swann, embora negue saber ler os símbolos nas cavernas, concorda em ajudar Lionel quando ele adivinha corretamente que Lionel está morrendo; não é claro como Swann ajuda Lionel. No episódio "Sacred" da quarta temporada, é revelado que Swann faleceu, mas não antes de enviar a Clark o disco octogonal de sua nave, que estava desaparecido desde o episódio "Legacy" da terceira temporada.
Gough e Millar sempre tiveram intenções de trazer Christopher Reeve para o seriado. Quando a dupla soube que Reeve gostava de assistir Smallville, Gough e Millar decidiram que eles iriam trazê-lo na segunda temporada. Eles já tinham criado um personagem, Dr. Virgil Swann, do qual eles sabiam que iria revelar a verdade sobre Krypton para Clark, e eles decidiram que Reeve seria perfeito para o papel. Segundo Gough e Millar, era "natural" para Reeve ser o único a ensinar Clark sobre seu passado, e ajudá-lo a ver o seu futuro. Como Gough descreve, a cena entre Clark e Dr. Swann é um momento "passagem da tocha" para a série. Gough e Millar explicaram a importância do personagem: Dr. Swann fornece as primeiras respostas tentadoras para a busca moléstia de Clark ao longo de sua vida jovem. "De onde sou?" "O que aconteceu com meus pais?" "Estou realmente em paz?".
A equipe criativa voou para Nova Iorque para filmar as cenas de Reeve, já que ele usava uma cadeira de rodas e necessitaria de mais assistência ao viajar. Embora James Marshall dirigiu o episódio, para as cenas de Reeve em Nova Iorque a tripulação de Smallville enviou Greg Beeman como diretor substituto. Gough, Tom Welling e Mat Beck viajaram ao lado de Beeman para Nova York, onde John Wells, que tinha anteriormente emprestado seu gabinete na Casa Branca em The West Wing á tripulação de Smallville para o episódio "Hourglass" da primeira temporada, autorizou que a equipe usasse os escritórios de produção de Third Watch para as cenas de Reeve.
Houve uma grande preocupação no início sobre o vigor de Reeve para filmar as cenas, como a sua cena em particular com Welling foi de seis páginas, que se traduziram em aproximadamente 12 horas de trabalho por dia. Beeman tentou projetar tudo, por isso era o mais simples possível, mas Reeve rapidamente reajustou a cena. A princípio, Beeman tinha Welling andando dentro do quadro e em pé na frente de Reeve, e depois um único movimento atrás de Reeve. Christopher Reeve disse a Beeman que a cena precisava de mais dinâmica entre os personagens, e se Welling fizesse um único movimento, a dinâmica estaria perdida. De acordo com Reeve, "Tom se movendo em volta de mim vai esconder o fato de que eu sou incapaz de se mover." Beeman estava com medo de esticar demais a resistência de Reeve, por causa dos tiros adicionado à cena. Eles foram descansar quando o próprio Reeve afirmou que não se importava com quanto tempo levaria para terminar a cena, desde que ficasse ótima. Reeve estava dirigindo Yankee Irving quando Smallville estava se preparando para filmar a quarta abertura. Como resultado, Reeve não poderia reprisar seu papel como Dr. Swann, que era a intenção.

## Outros personagens
A seguir está uma lista suplementar de estrelas convidadas recorrentes, que inclui personagens que aparecem em vários episódios, mas têm pouco ou nenhum conteúdo do mundo real para justificar uma seção inteira cobrindo suas histórias no universo. Os personagens estão listados na ordem em que apareceram pela primeira vez em Smallville.